# テクノスリラー
テクノスリラー（英語：techno-thriller）とは、政治、軍事、諜報、陰謀、科学などの技術の脅威を扱う、スリラーのジャンルの文学である。スパイ小説、戦争小説、SF（歴史改変SF）の内容を含むことが多く、コンピュータやバイオテクノロジーを扱った設定も多い。
このジャンルは、20世紀初めに現れて、20世紀中頃にジャンルとしての存在を認知されるようになった。

## 歴史
20世紀初めには、テクノスリラーはSFのサブジャンルと見なされていたが、その人気は顕著に広がっていった。
最初のテクノスリラーの一つは、アリステア・マクリーン『悪魔の兵器』（1962年）と考えられているが、第二次世界大戦前後のソ連のSF小説にはテクノロジーの詳細さと複雑なスパイもののプロットによりテクノスリラー的とされる作品が多く、例えばグリゴリー・アダモフ『The Mystery of the Two Oceans』（1939年）などが挙げられる。
現代テクノスリラーの父と見られるのはマイケル・クライトンとトム・クランシーで

、
クライトンの『アンドロメダ病原体』（1969年）とクランシー『レッド・オクトーバーを追え』（1984年）が典型例だが、それ以前にも同様な素材の作品が描かれており、クレイグ・トーマスもBBCニュースにて初期の革新者と紹介された。

## スタイル
テクノスリラーでは特にテクノロジーに関する緻密な描写があり、それは軍事要素についてのことも多い。
幅広い視野で展開されるために、同時代に関する思弁的な要素を見出されることもある。また近未来SF、軍事小説、スパイ小説などのジャンルと重なることもある。
ただし現代社会におけるテクノロジーの役割の大きさから、スリラー小説の多くはテクノスリラー的要素を持っている。そしてテクノスリラーが現在または近未来のテクノロジーを強調することで、ハードSFにも近接する。軍事的、政治的な活動を題材にすることで、謀略小説や破滅SFと重なることもある。テクノロジーは常に変化し続けるために、テクノスリラーにも新しい視点がもたらされ続ける。

## バリエーション
テクノスリラーには以下のような種類がある。
- 軍事テクノスリラー : 主に軍事的な問題をテーマにする。軍の制度や、戦争に関わる技術が扱われる。もっとも著名な作家にトム・クランシーがいる。[6]
- スパイ・テクノスリラー : スパイ活動をテーマにする。SF的な要素が含まれる場合はSpy-Fiとも呼ばれる。[6]
- 暗号テクノスリラー : コンピューターネットワーク上で物語の多くが展開される。ダン・ブラウン『デジタル要塞』（1998年）やニール・スティーヴンスン『クリプトノミコン』（1999年）などがある。[6]
- 災害テクノスリラー : 地震などの自然災害、戦争・核戦争、人類滅亡、世界の終末などをテーマにする。その影響は地域にとどまらず全世界的なものにもなる。もっとも著名な作家にボイド・モリソンがおり、クライブ・カッスラーとの共作『戦慄の魔薬<タイフーン>を掃滅せよ!』（2017年）などのベストセラーがある。[6]
- SFテクノスリラー : 舞台は未来に設定され、SF小説の体裁をとる。科学的な仮説に基づいた『ジュラシック・パーク』（1990年）がその例。[6]

## 代表的作家
- フィリップ・カー
- マイケル・クライトン
- トム・クランシー
- ニール・スティーヴンスン
- デイル・ブラウン